# Arturo Plantageneto
Arturo Plantageneto (Calais, tra il 1461 e il 1475 – Londra, 3 marzo 1542) fu figlio illegittimo di Edoardo IV d'Inghilterra, fratellastro di Elisabetta di York e quindi zio di Enrico VIII d'Inghilterra, che lo nominò Lord guardiano dei cinque porti. Di lui è rimasta una corposa corrispondenza, nota come le Lettere di Lisle, che intrattenne con Enrico e con la seconda moglie, e che rendono la sua vita una delle meglio documentate dell'epoca.

## Giovinezza e carriera
Nacque a Calais in una data imprecisata che oscilla tra il 1460 e il 1470. L'identità di sua madre è ancora oggetto di dibattito: potrebbe essere stata Elizabeth Wench, una popolana, oppure Elizabeth Lucy, un'altra amante di Edoardo, o ancora Jane Shore, il cui vero nome era sempre Elizabeth. Suo padrino fu William FitzAlan, XVI conte di Arundel.
Passò l'infanzia presso la corte del padre, ma dopo la sua morte, il 9 aprile 1483, non abbiamo sue notizie fino a diciannove anni dopo, nel 1501, quando è membro della corte della sorellastra Elisabetta di York. Alla sua morte, avvenuta due anni dopo, passò alla corte di suo marito, il re Enrico VII d'Inghilterra.
Nel 1509 salì al trono il nipote, Enrico VIII d'Inghilterra, e Arturo venne nominato Esquire of the King's Bodyguard e divenne amico del re, nonostante la differenza d'età.
Nel 1514 fu nominato High Sheriff dell'Hampshire e capitano della Trinity Sovereign, fino a giungere al rango di vice-ammiraglio d'Inghilterra.
Nel 1519 prese possesso delle terre del suocero, ereditate da sua moglie Elizabeth Grey, baronessa di Lisle, dopo la morte del padre e del fratello. L'anno dopo Arturo fu presente al Campo del Drappo d'Oro, dove Enrico incontrò Francesco I di Francia.
Il 25 aprile 1523 fu creato visconte di Lisle ed entrò in seguito a far parte del Consiglio privato. Alla morte di John Bourchier, II barone Berners, nel 1533 fu nominato capitano di Calais e Lord guardiano dei cinque porti.

## Permanenza all'estero e morte
Durante la sua permanenza sulle coste francesi intrattenne con la corte una corrispondenza giunta fino a noi e nota come Lettere di Lisle. Le lettere suggeriscono che nella sua carica fosse stato onesto, ma non molto competente: in una lettera Thomas Cromwell lo rimproverava per il suo riferire al re e al consiglio questioni banali, per la sua incapacità di rifiutare favori a chi li chiedesse e per il dominio esercitato su di lui dalla moglie e che l'aveva reso oggetto di motteggi. Nel 1537 provvide a fornire alla corte grandi quantità di quaglie, di cui era ricca la regione di Calais, per Jane Seymour, terza moglie del re, allora incinta.
Nel 1540 membri della corte di stanza a Calais vennero accusati di tradimento per aver complottato a favore dei francesi e i sospetti caddero anche e soprattutto su Arturo, che venne richiamato in Inghilterra ed arrestato il 19 maggio 1540. I cospiratori vennero giustiziati e Arturo, in mancanza di prove, venne tuttavia rinchiuso nella Torre di Londra per due anni: quando ricevette la notizia che il re aveva deciso di liberarlo, ebbe un attacco di cuore e morì il 3 marzo 1542. È sepolto nella medesima Torre.

## Matrimonio e figli
Si sposò una prima volta con Elizabeth Grey, VI baronessa di Lisle (1482fino al 1484-1525 o 1526) vedova di Edmund Dudley, tesoriere di Enrico VII messo a morte nel 1510 per volere di Enrico VIII. Dal matrimonio nacquero:
- Frances Plantageneta, che in prime nozze con John Bassett, figlio di primo letto della seconda moglie di Arturo, e in seconde nozze con Thomas Monk (suo bisnipote fu George Monck, I duca di Albemarle)
- Elizabeth Plantageneta
- Bridget Plantageneta

Nel 1529 Arturo si risposò con Honor Grenville, vedova di John Basset, senza figli.